# 圖阿納凱環礁
圖阿納凱環礁（Tuanake），又称马塔鲁阿普纳环礁（Mata-rua-puna），是南太平洋法屬波利尼西亞的環礁，屬於土阿莫土群島和拉耶夫斯基群島，位於馬凱莫環礁西北24公里，由马凯莫市镇管辖，長9.5公里、寬6.5公里，土地面積6平方公里，潟湖面積26平方公里，2017年人口6。

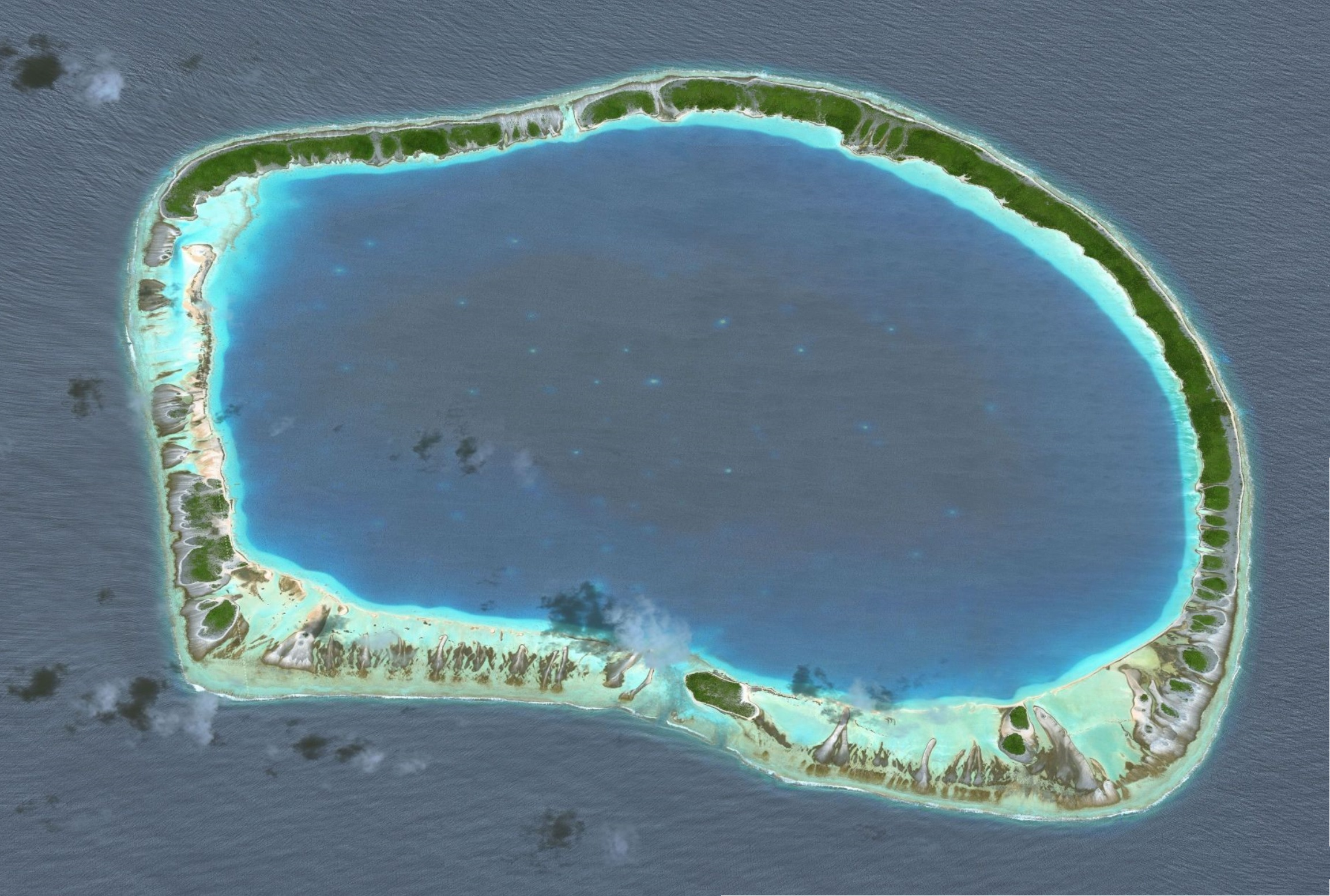
圖阿納凱環礁

## 外部連結
- http://www.oceandots.com/pacific/tuamotu/tuanake.php（页面存档备份，存于）
- Atoll names
- Tuamotu reed-warbler（页面存档备份，存于）
- Polynesian Ground Dove
- Atoll list (in French)

16°40′S 144°13′W / 16.667°S 144.217°W